# Diatrype glomeraria
Diatrype glomeraria är en svampart som beskrevs av Berk. 1855. Diatrype glomeraria ingår i släktet Diatrype och familjen Diatrypaceae.   Inga underarter finns listade i Catalogue of Life.